# ويليس بي. هنت جونيور
ويليس بي. هنت جونيور (بالإنجليزية: Willis B. Hunt, Jr.) هو محامي وقاضي أمريكي، ولد في 10 ديسمبر 1932 في مالدن في الولايات المتحدة.